# Thomas Glascock
Thomas Glascock (* 21. Oktober 1790 in Augusta, Georgia; † 19. Mai 1841 in Decatur, Georgia) war ein US-amerikanischer Politiker. Zwischen 1835 und 1839 vertrat er den Bundesstaat Georgia im US-Repräsentantenhaus.

## Werdegang
Thomas Glascock besuchte die öffentlichen Schulen seiner Heimat. Nach einem anschließenden Jurastudium und seiner Zulassung als Rechtsanwalt begann er in seiner Heimatstadt Augusta in seinem neuen Beruf zu arbeiten. Während des Britisch-Amerikanischen Krieges von 1812 war er Hauptmann in einer Freiwilligeneinheit. Im Jahr 1817 nahm er als Brigadegeneral am Ersten Seminolenkrieg teil. Gleichzeitig begann er eine politische Laufbahn. Zwischen 1821 und 1839 saß er mehrfach als Abgeordneter im Repräsentantenhaus von Georgia. In den Jahren 1833 und 1834 war er dessen Präsident.
Glascock war ein Anhänger von Präsident Andrew Jackson und wurde Mitglied der von diesem gegründeten Demokratischen Partei. Nach dem Rücktritt des Abgeordneten John W. A. Sanford wurde er bei der fälligen Nachwahl für den fünften Sitz von Georgia als dessen Nachfolger in das US-Repräsentantenhaus in Washington, D.C. gewählt. Dort trat er am 5. Oktober 1835 sein neues Mandat an. Nach einer Wiederwahl im Jahr 1836 konnte er bis zum 3. März 1839 im Kongress verbleiben. Dort war er Vorsitzender des Milizausschusses.
Nach seinem Ausscheiden aus dem US-Repräsentantenhaus zog sich Thomas Glascock aus der Politik zurück. Er starb am 19. Mai 1841 in Decatur und wurde in seiner Heimatstadt Augusta beigesetzt.